# Kirchgandern
Kirchgandern est une commune allemande située dans l'arrondissement d'Eichsfeld en Thuringe.

## Géographie

Situation de Kirchgandern dans l'arrondissement

Kirchgandern est située dans l'ouest de l'arrondissement, sur la Leine, à la limite avec l'arrondissement de Göttingen en Basse-Saxe. La ville fait partie de la Communauté d'administration de Hanstein-Rusteberg et se trouve à 14 km à l'ouest de Heilbad Heiligenstadt.

## Histoire
La première mention écrite de Kirchgandern date de 1118.
Kirchgandern a appartenu à l'Électorat de Mayence jusqu'en 1802 et à son incorporation à la province de Saxe dans le royaume de Prusse.
Le village fut inclus dans la zone d'occupation soviétique après la Seconde Guerre mondiale avant de rejoindre le district d'Erfurt en RDA jusqu'en 1990.

## Démographie
| 1910 | 1933 | 1939 | 1995 | 2000 | 2004 | 2010 |
| ---- | ---- | ---- | ---- | ---- | ---- | ---- |
| 689  | 751  | 758  | 602  | 601  | 626  | 602  |